# Nib Soehendra

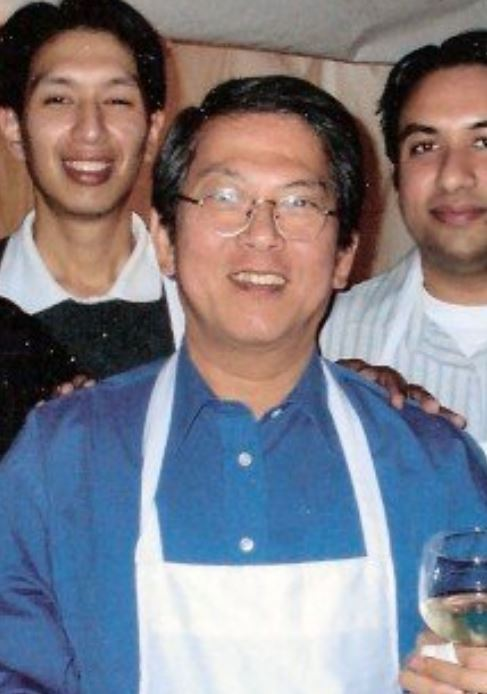
Nib Soehendra

Nib Soehendra (* 1. Oktober 1942 als Keng Bin Na in Jakarta) ist ein deutscher Arzt und Hochschullehrer. Er gilt als Pionier auf dem Gebiet der endoskopischen Chirurgie.

## Leben
Soehendra wurde als Kind chinesischer Einwanderer in Jakarta geboren, wo er mit sechs Geschwistern auch aufwuchs. Seine Eltern waren als Flüchtlinge nach Indonesien gekommen. Nach dem Abitur studierte er zunächst ein Jahr Biologie, bevor er 1961 ein Medizinstudium in Hamburg aufnahm. Nach Studienende und Promotion begann er 1969 zunächst als Assistenzarzt im Marienkrankenhaus Hamburg, von wo aus er 1973 mit seinem Chefarzt Hans-Wilhelm Schreiber an das Universitätsklinikum Hamburg-Eppendorf wechselte. Nach der Facharztanerkennung 1975 und Habilitation 1976 wurde er 1981 als Professor an der Universität Hamburg berufen. Ab 1989 leitete er die Abteilung für endoskopische Chirurgie. Er blieb auch Direktor der Abteilung, nachdem diese 1998 mit der Abteilung für medizinische Endoskopie zur Klinik und Poliklinik für Interdisziplinäre Endoskopie fusionierte. Nach seiner Emeritierung 2008 setzte er seine ärztliche Tätigkeit in privater Praxis fort.

## Werk
Soehendra führte zahlreiche endoskopische Eingriffe zum ersten Mal durch, wie das endoskopische Stenting des Gallenganges 1978 oder die endoskopische Blutstillung bei akuten Ösophagus- oder Magenblutungen. Er entwickelte zahlreiche nach ihm benannte endoskopische Verfahren und Instrumente.

## Ehrungen und Ämter
- Paracelsus-Medaille der deutschen Ärzteschaft 2016
- Präsidentschaft der Endo Club Nord 2008
- Langjähriger Editor und Mitglied des Advisory Board der Fachzeitschrift Endoscopy

## Publikationen
- Nib Soehendra "Nei jing shou shu xue : xiao hua nei jing shou shu ji qiao tu pu = Therapeutic endoscopy : color atlas of operative techniques for the gastrointestinal tract / yuan zhu Nib Soehendra ... Zhu yi Wang Yong guang. Zhu shen Qiu Fa zu ; Lu Xing hua", Shi jie tu shu chu ban xi an gong si 2007
- Nib Soehendra "Praxis der therapeutischen Endoskopie : operative Technik im Gastrointestinaltrakt", 1997, Stuttgart; New York: Thieme

- Horst Grimm, Nib Soehendra "Endosonographie des oberen GI-Traktes : Ösophagus, Magen, Papille, Pankreas", Freiburg 1995, Falk Foundation
- W. Möckel, N. Soehendra "Operative Endoskopie", Dustri-Verl. Feistle 1988